# Crossopetalum coriaceum
Crossopetalum coriaceum là một loài thực vật có hoa trong họ Dây gối. Loài này được Northr. mô tả khoa học đầu tiên năm 1902.